# Ingeborg Richardson
Ingeborg Ulrika Ulfsdotter Richardson ist eine schwedische Diplomatin der Vereinten Nationen, die seit 2022 stellvertretende UN-Sonderbeauftragte für das United Nations Integrated Office in Haiti (BINUH) sowie Residierende Koordinatorin in Haiti und humanitäre Koordinatorin für Haiti ist.

## Leben
Ingeborg Ulrika Ulfsdotter Richardson begann nach dem Schulbesuch ein Studium der Sozialwissenschaften an der Universität Lund, das sie mit einem Bachelor beendete. Ein darauf folgendes postgraduales Studium im Fach Entwicklungsökonomie an der Universität Göteborg schloss sie mit einem Master ab. Sie begann ihre berufliche Laufbahn 1995 als Freiwillige bei den Vereinten Nationen und war unter anderem zwischen 2000 und 2001 Programmkoordinatorin und Portfoliomanagerin für die Afrikanische Entwicklungsbank in der Elfenbeinküste. 2004 wurde sie stellvertretende Repräsentantin des Entwicklungsprogramms der Vereinten Nationen (UNDP) in Kuba und war als solche bis 2007 auch zuständig für regionale Katastrophenvorsorge. Nachdem sie zwischen 2007 und 2012 stellvertretende Repräsentantin des UNDP in der Türkei war, fungierte sie von 2012 bis 2013 als Repräsentantin des Entwicklungsprogramms der Vereinten Nationen in Gabun.
Als Fachfrau für internationale Angelegenheiten, humanitäre Hilfen und Entwicklungszusammenarbeit war Ingeborg Richardson, die fließend Englisch, Französisch, Portugiesisch, Spanisch und Schwedisch spricht, zwischen 2013 und 2018 Residierende Koordinatorin der UN in Kap Verde. 2018 wechselte sie zur Interimsverwaltungsmission der Vereinten Nationen im Kosovo UNMIK (United Nations Interim Administration Mission in Kosovo) und war dort bis 2022 als UN-Entwicklungskoordinatorin tätig.
Am 12. Mai 2022 ernannte der Generalsekretär der Vereinten Nationen, António Guterres, sie zur neuen stellvertretenden Sonderbeauftragten für das Integrierte Büro der Vereinten Nationen in Haiti BINUH (United Nations Integrated Office in Haiti) sowie zur Residierenden Koordinatorin und humanitären Koordinatorin in Haiti. Sie tritt damit die Nachfolge an von Bruno Lemarquis aus Frankreich sowie des amtierenden stellvertretenden Sonderbeauftragten, Fernando Hiraldo del Castillo aus Spanien, der die Aufgabe während einer Übergangszeit geleistet hat.